# Tomás de Mercado

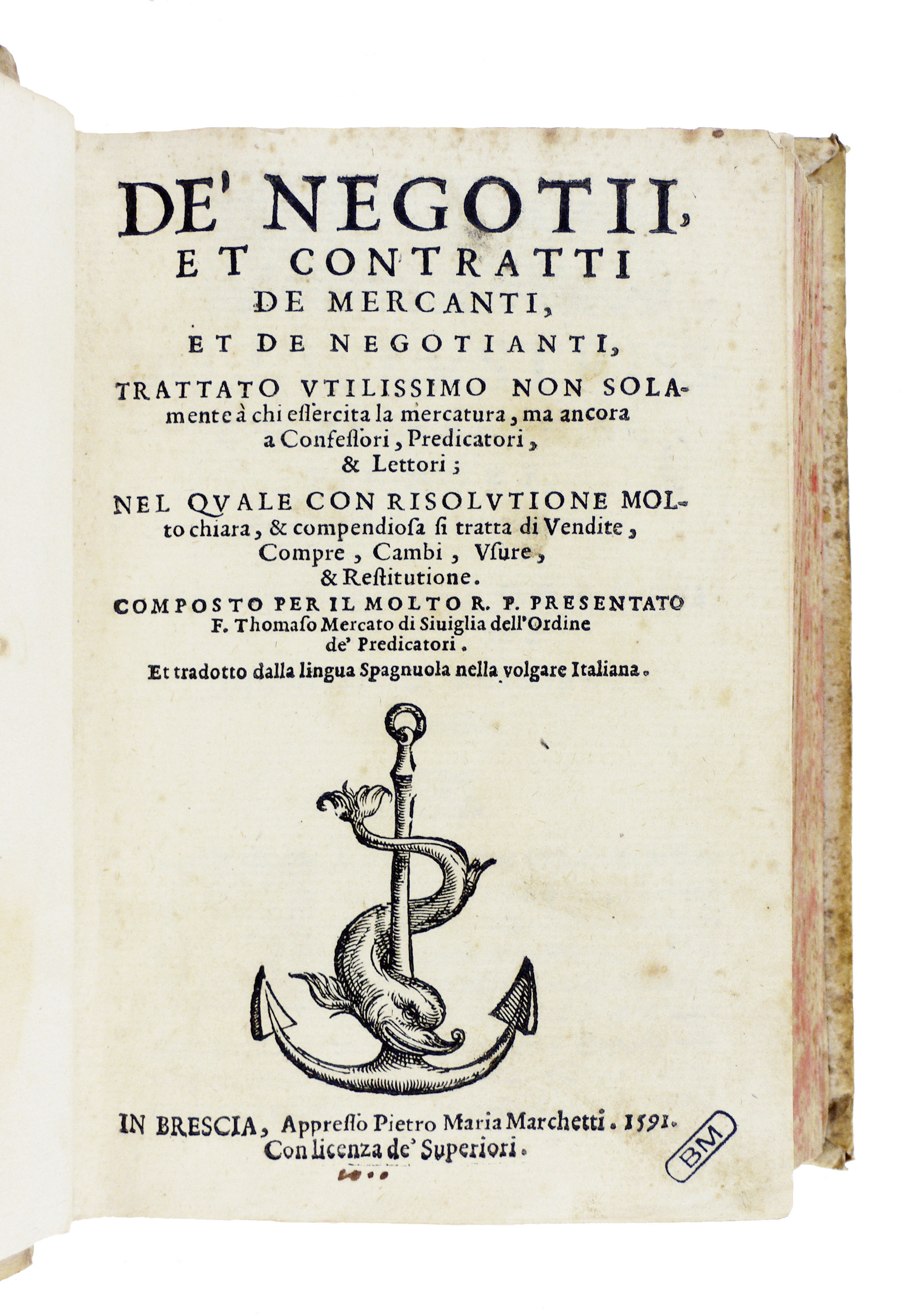
De' negotii et contratti de mercanti, 1591.

Tomás de Mercado (Sevilla ? - San Juan de Ulúa (Mèxic) 1575) va ser un economista, pensador i religiós andalús. La seva obra principal va ser Tratos y contratos de mercaderes y tratantes de 1569 en la que feia una anàlisi del sistema mercantil de Castella en relació amb el comerç amb les Índies. Pertanyia a l'escola mercantil, i va ser un dels primers autors a assenyalar una correlació entre la importació de metalls preciosos i la inflació a la Corona de Castella. Va fer diveros viatges a Amèrica i va residir en diferents estapes tant a Mèxic com a Castella. Pertany a la tradició escolàstica de l'Escola de Salamanca on va compartir estudis amb el navarrès Martín de Azpilcueta.